# Control Machete
Control Machete – meksykańska grupa hip-hopowa, założona w Monterrey w 1996 roku. Grupę tworzą DJ Toy, Fermin IV i Pato Machete.

## Dyskografia

### Albumy
- Mucho Barato (1996)
- Artilleria Pesada presenta (1999)
- Uno, Dos: Bandera (2003)

### Kompilacje
- Solo Para Fanaticos (2002)
- Eat, Breath & Sleep (2006)